# 支持执法工作和安全社区法

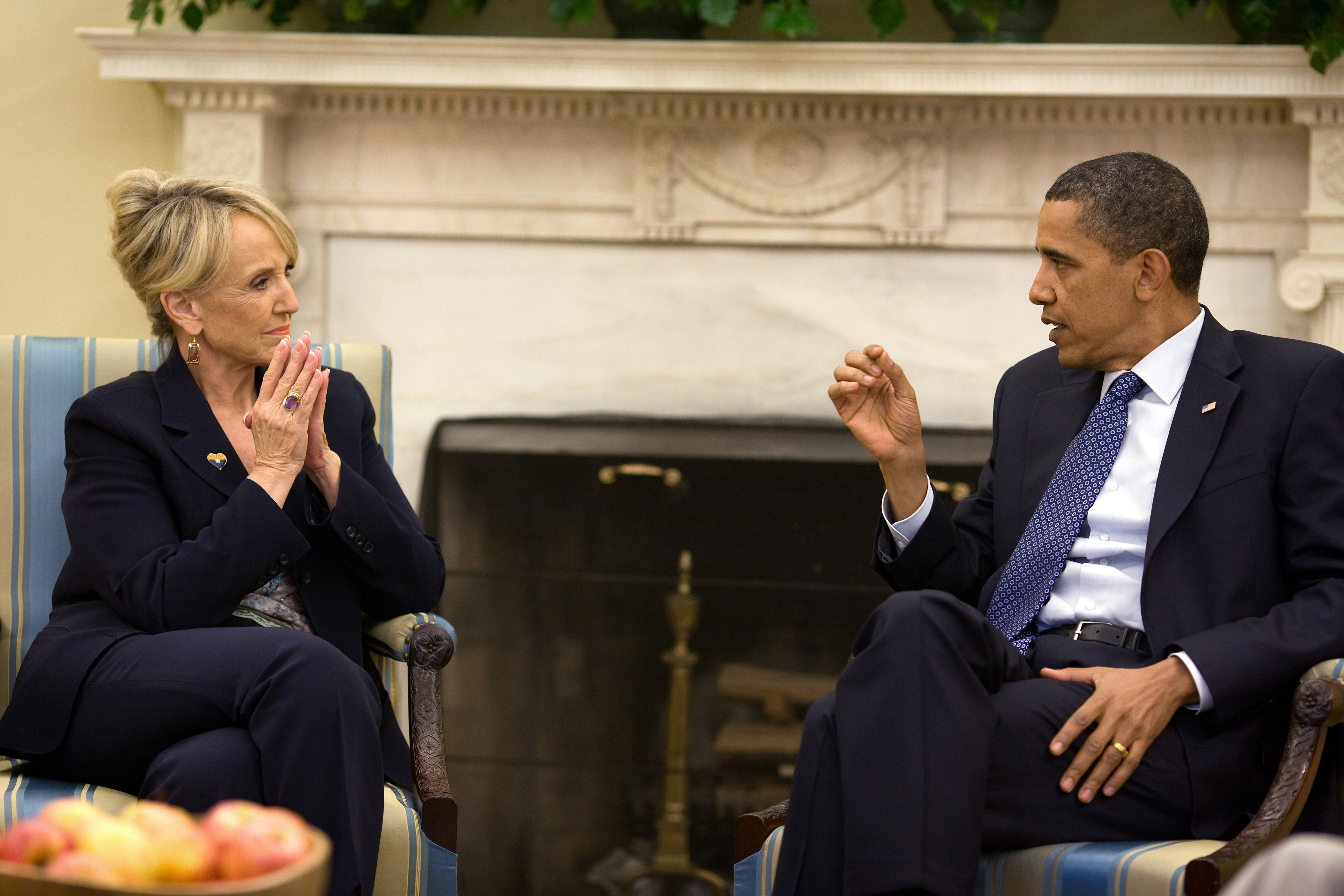
2010年6月亚利桑那州州长布鲁尔同美国总统奥巴马，讨论移民和边境安全问题

支持执法工作和安全社区法（Support Our Law Enforcement and Safe Neighborhoods Act）是美国亚利桑那州参院1070号法案（SB1070），被形容为美国几十年来最苛刻的移民法案。法案在州议会两院通过后立刻就受到了来自全美各界的批评和反对。
2010年4月23日，亚利桑那州州长简·布鲁尔（Jan Brewer）在法案上签字，新法律从7月29日凌晨12点01分在亚利桑那州开始生效。新法律首先把非法移民视为刑事犯。法律还规定，警察可以对任何他们有正当理由怀疑是非法移民的人进行盘查。如果这些人在被警察盘查时无法出示能够证明他们合法身分的有效证件，他们甚至可能会被逮捕。此外法律还要求对非法移民从严惩处，而且规定，如果警察对非法移民视而不见，他们自己也会遭到起诉。

## 临时禁令
美国司法部对亚利桑那州新移民法是否违宪提出质疑。新移民法开始生效的前一天(7月28日)，美国联邦法官博尔顿发布临时禁令，不准执行亚利桑那州新移民法中的部分规定。这些规定要求警察检查因违法而被他们阻拦的任何人以及那些他们怀疑非法留置美国的人的身份。博尔顿法官还暂时拒绝批准要求移民随时携带身份证的条款，也不批准将没有证件的移民在公共场所寻找工作定为非法的条款。新移民法中没有被博尔顿拒绝的条款生效。